# Sunan

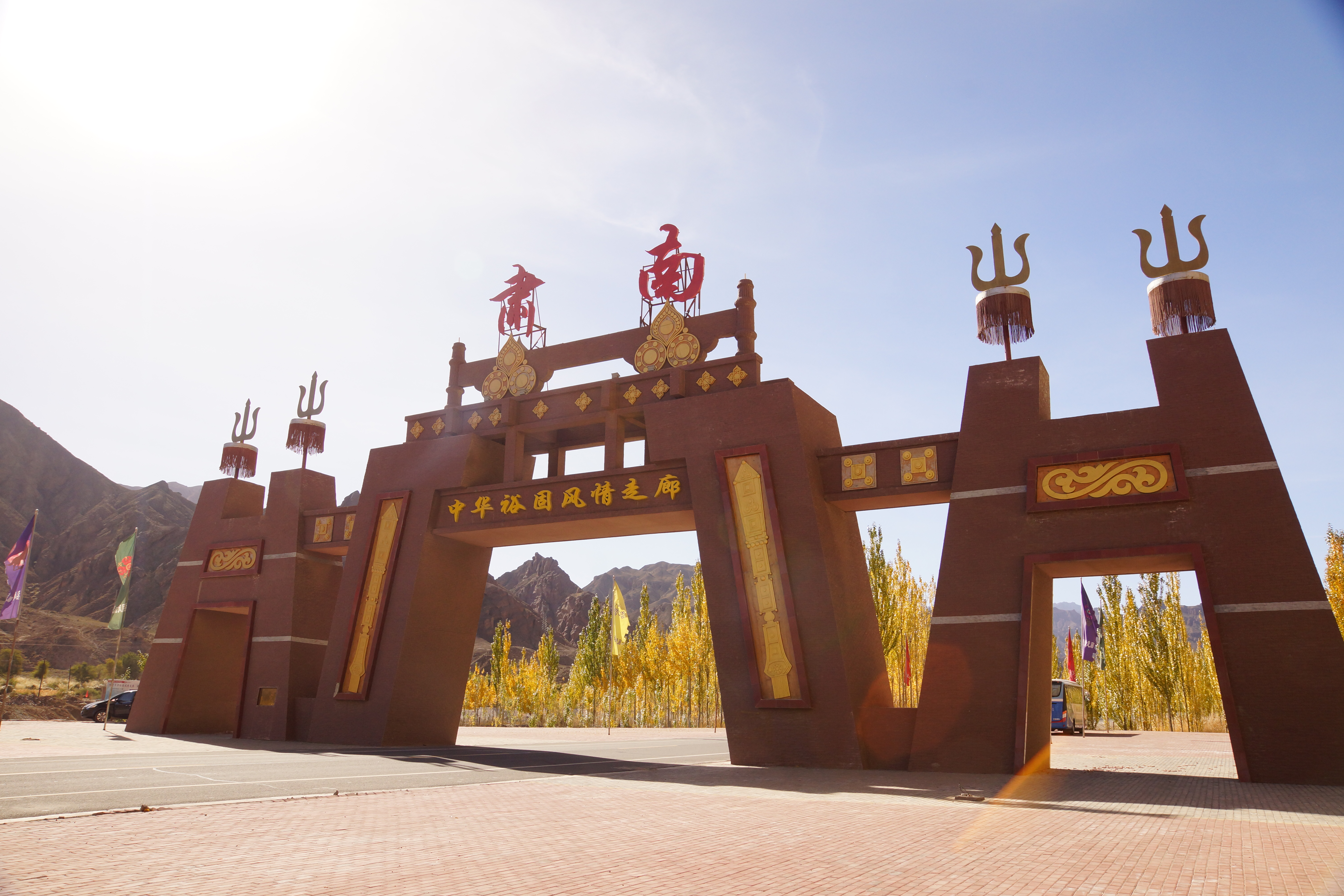
Sunan - China Yugu Kulturkorridor-Tor

Der Autonome Kreis Sunan der Yugur (肃南裕固族自治县,  Sùnán Yùgùzú zìzhìxiàn) gehört zum Verwaltungsgebiet der bezirksfreien Stadt Zhangye in der chinesischen Provinz Gansu. Er hat eine Fläche von 20.696 km² und 35.100 Einwohner (Stand: Ende 2018).

## Administrative Gliederung
Sunan setzt sich aus zwei Großgemeinden, drei Gemeinden und drei Nationalitätengemeinden zusammen. Diese sind:
- Großgemeinde Hongwansi (红湾寺镇);
- Großgemeinde Huangcheng (皇城镇);
- Gemeinde Kangle (康乐乡);
- Gemeinde Dahe (大河乡);
- Gemeinde Minghua (明花乡);
- Gemeinde Baiyin der Mongolen (白银蒙古族乡);
- Gemeinde Mati der Tibeter (马蹄藏族乡);
- Gemeinde Qifeng der Tibeter (祁丰藏族乡).